# 노섬브리안 파이프

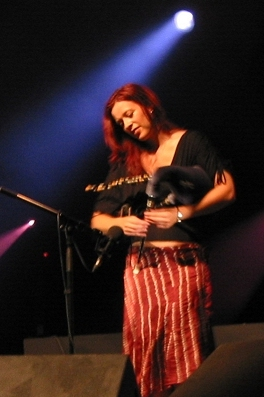
노섬브리안 파이프로 연주하는 모습

노섬브리안 스몰파이프스(Northumbrian smallpipes) 또는 노섬브리안 파이프(Northumbrian pipe)는 잉글랜드 북부, 스코틀랜드와 인접한 노섬브리아 지방에서 사용되는 기명악기이다. 자루에 여러 개의 관이 달려 있고, 손으로 바람을 넣을 수 있도록 풀무가 달려 있다. 스코틀랜드의 백파이프는 입으로 바람을 넣지만, 노섬브리안 스몰파이프스는 크기가 좀 더 작으며 바람도 손으로 넣는다. 더 코리스의 로이 윌리엄슨이 자주 연주하였으며, 스코틀랜드의 비공식 국가인 '스코틀랜드의 꽃' 도 이 악기로 작곡되었다.